# Dendrona gestroi
Dendrona gestroi är en insektsart som beskrevs av Victor Lallemand 1929. Dendrona gestroi ingår i släktet Dendrona och familjen Flatidae. Inga underarter finns listade i Catalogue of Life.